# Kuseife
Kuseife (en arabe : كسيفة) ou Kseifa (en hébreu : כְּסֵיפָה) est une ville bédouine (conseil local) du district sud de l'Israël. Kuseife a été fondée en 1982 dans le cadre d'un projet gouvernemental visant à installer les Bédouins dans des colonies permanentes. En 1996, elle a été déclarée conseil local et en 2022 elle comptait 23 990 habitants.
C'est l'une des sept communes bédouines du désert du Néguev avec des plans approuvés et des infrastructures développées (les six autres sont : Hura, Lakiya, Ar'arat an-Naqab (Ar'ara BaNegev), Shaqib al-Salam (Segev Shalom), Tel as-Sabi (Tel-Sheva) et la ville de Rahat, la plus grande d'entre elles).

## Population
Selon le bureau central des statistiques israélien (CBS), la population de Kuseife était de 10 300 habitants en décembre 2006 et 17 400 habitants en décembre 2010. Son taux de croissance annuel est de 3,6 %. La juridiction de Kuseife est de 13 692 dounams (~13,7 km2).

## Histoire
Avant la création de l'Israël, les Bédouins du Néguev étaient une société semi-nomade qui avait connu un processus de sédentarité depuis l'empire ottoman de la région.
Environ 60 % des citoyens bédouins de l'Israël vivent dans des villages planifiés permanents comme Kuseife, tandis que le reste vit dans des maisons illégales réparties dans tout le nord du Néguev.

### 20e siècle
Cette zone apparaît sous le nom de Kuseife dans les documents de l'administration militaire à partir des années 1950. Après le traité de paix signé entre l'Égypte et l'Israël, la péninsule du Sinaï a été restituée à l'Égypte et toutes les bases de Tsahal qui y étaient stationnées ont été déplacées vers le territoire israélien, certaines dans le désert du Néguev. L'une d'elles était la base aérienne de Nevatim. Un township adjacent à la base apparaît au même moment.

### 21e siècle

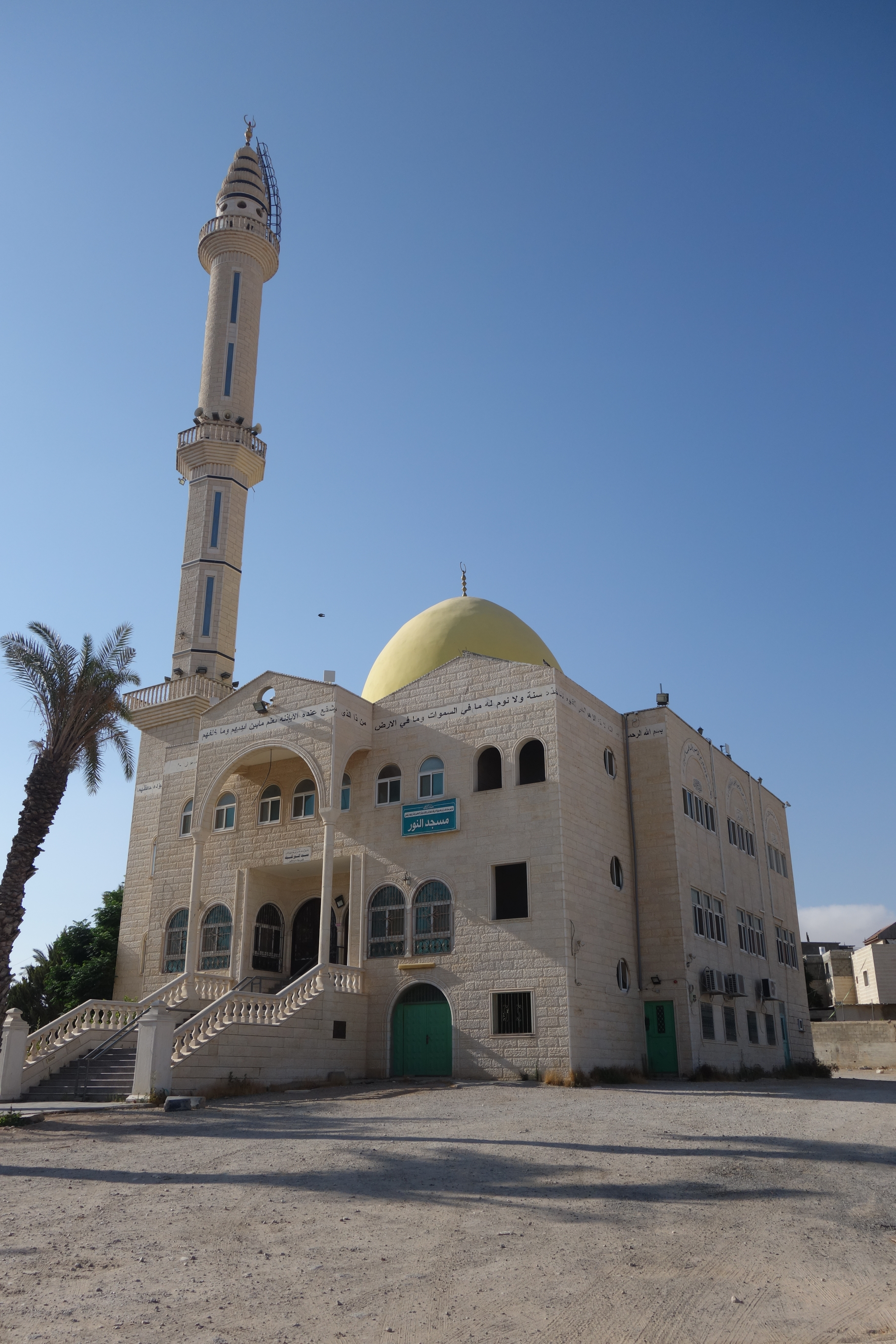
Al Noor mosquée

Le processus de sédentarisation est semé d'embûches pour toute nation, car il implique un passage brutal d'un mode de vie à un autre - le passage de l'errance à la résidence permanente, et les Bédouins dont la société est basée sur la tradition ne font pas exception. Le taux de chômage reste élevé dans les townships bédouins. L'école jusqu'à 16 ans est obligatoire par la loi, mais la grande majorité de la population ne reçoit pas d'enseignement secondaire.
Pourtant, l'attitude de l'Israël à l'égard de ses citoyens bédouins a toujours été positive.

## Emploi
Malgré le niveau de chômage élevé parmi les Bédouins du Néguev, il existe plusieurs opportunités d'emploi dans la région : plusieurs parcs industriels sont situés dans la région : Ramat Hovav, Hura et Dimona, mais la zone industrielle la plus proche de Kuseife est située à Arad. D'autres opportunités d'emploi sont plusieurs usines chimiques proches de la Mer Morte comme Dead Sea Works, différentes entreprises de haute technologie et magasins de textile. Un certain nombre de Bédouins travaillent dans le domaine du service.

### Formations d'entrepreneurs
Plusieurs organisations mènent différentes activités visant à soutenir et à développer l'entrepreneuriat dans le sud de l'Israël afin d'intégrer davantage les 160 000 Bédouins vivant dans le Néguev dans l'économie générale d'Israël. Ils s'adressent principalement aux femmes bédouines.[réf. nécessaire]

### Création de mode bédouine arabe
Vingt femmes arabo-bédouines des villes de Rahat, Lakiya, Tel Sheva, Segev Shalom, Kuseife et Rachma ont participé à un cours de couture pour la création de mode au Collège Amal de Beer Sheva, comprenant des cours de couture et de coupe, d'autonomisation personnelle et d'initiatives commerciales.

## Infrastructure

### Services médicaux
Il existe des succursales de plusieurs caisses de santé (cliniques médicales) à Kuseife : Leumit, Clalit, Maccabi et plusieurs centres périnatals (soins pour bébés) Tipat Halav.

### Éducation
Il existe un certain nombre d'écoles dans la commune et un centre d'activités communal.

### Transport
En mai 2017, une extension ferroviaire de Beer Sheva à Arad via Kuseife a été approuvée. La ligne serait reliée à la ligne ferroviaire existante entre Beersheba - Dimona à la nouvelle gare proposée à Nevatim.